# Llombai
Llombai (em valenciano e oficialmente) ou Llombay (em castelhano) é um município da Espanha, na província de Valência, Comunidade Valenciana. Tem 55,6 km² de área e em 2021 tinha 2 651 habitantes (densidade: 47,7 hab./km²). Pertence à comarca da Ribera Alta e limita com os municípios de Alfarp, Catadau, Dos Aguas, Monserrat, Montroy, Picassent e Real.